# Monómeros Colombo Venezolanos
Monómeros Colombo Venezolanos S.A. es una empresa petroquímica filial de la empresa estatal venezolana Petroquímica de Venezuela (Pequiven), ubicada cerca a la desembocadura del río Magdalena en Barranquilla, Colombia, siendo productora de variados productos como fertilizantes, fosfatos para alimentos balanceados para ganado, de caprolactama materia prima para la fabricación de nailon y otros productos industriales. En 2018 recibió el premio a la "Mejor Empresa en Responsabilidad Social Simón Bolívar" Monómeros es la segunda empresa agroindustrial en Colombia productora de fertilizantes cubriendo el 40 % del mercado nacional.

## Historia

### Fundación y operaciones comerciales
Fundada en 1967 con participación de tres empresas de forma inicial : el Instituto de Fomento Industrial (IFI), la Empresa Colombiana de Petróleos, ECOPETROL y el Instituto Venezolano de Petroquímica (IVP, actualmente PEQUIVEN).
En 1972 se terminó la instalación de la planta y en 1973 iniciaron sus operaciones comerciales. En el año 2000 se adquirió una participación accionaria en la Compañía VANYLON, productora de filamentos de nailon que luego en febrero de 2012 la fábrica de hilazas textiles Vanylon (Barranquilla) fundada en 1960 que producía nailon y poliéster cerró definitivamente porque tenía un año sin recibir las 8 tm diarias de caprolactama de la empresa proveedora. Vanylon venía exportando el 15 % de su producción a países como México, Perú, Brasil, Ecuador y Honduras. En 2003 se creó la empresa Monómeros International Ltd., esta empresa con sede en las Islas Vírgenes Británicas.
El 18 de abril de 2006, la Empresa Colombiana de Petróleos, ECOPETROL y el Instituto de Fomento Industrial (IFI), vendieron su participación accionaria al socio venezolano PEQUIVEN. Tienen la capacidad de atender la demanda de fertilizantes, fosfatos de calcio para la alimentación animal y productos químicos. El 21 de diciembre de 2006 PEQUIVEN compró las acciones a la firma neerlandesa Koninklijke DSM. Con esta última transacción la participación de PEQUIVEN completo el 100 % del capital.

### Administración de Juan Guaidó
El 24 de agosto de 2017, como filial de Petróleos de Venezuela, Monómeros fue sancionada con la orden ejecutiva 13808 del Gobierno de Estados Unidos, que prohibía la reestructuración de la deuda soberana de Venezuela, transacciones relacionadas con el financiamiento y otros tratos en materia de deudas, capital nuevo, pagos de dividendos, compras, directa o indirectamente y bloqueaba la participación de los dividendos de PDVSA y sus empresas filiales, incluyendo a Monómeros.
El venezolano Ronald Alexander Ramírez Mendoza, presidía la empresa "Adon Trading FZE", una de las empresas de Alex Saab, antes de 2018, fue nombrado presidente de la directiva de Monómeros el 18 de diciembre de 2018 según gaceta oficial firmada por Delcy Rodríguez, el 20 de enero de 2019 fue impedido en Barranquilla de ingresar a Colombia por migración para recibir la presidencia de Monómeros, Ramírez trabaja actualmente en Pequiven. El 23 de mayo de 2019 el presidente de la IV Legislatura de la Asamblea Nacional de Venezuela Juan Guaidó toma el control de la empresa y designa nuevos integrantes en la junta directiva, según el presidente de Monómeros designado por Guaidó, alegó que la nueva administración busca levantar las sanciones de Estados Unidos y sus países aliados contra Venezuela ya que la empresa indirectamente es perjudicada por estas. Monómeros es la empresa N.º 128 entre la más grande de Colombia, en 2018 obtuvo ingresos operacionales por valor de 295 millones de dólares. Sin embargo, ya presentaba problemas en su capacidad de producción que venía trabajando al 10 % de su capacidad total. Esta empresa exportaba sus productos a más de 50 países, antes de la crisis de la estatal PDVSA su principal proveedor a partir de 2017. La caída de la producción de petróleo en Venezuela a menos de 1,3 millones en promedio en 2018 afecto tanto a Citgo en EE. UU. como a Monómeros en Colombia.
En agosto de 2020, la "directiva ad hoc" dirigida por Carmen Elisa Hernández nombrada por Juan Guaidó señaló en su primer año de gestión que las ganancias operativas de la compañía alcanzaron los 10 millones de dólares, comparado con una pérdida de 8,9 millones de dólares en los primeros 6 meses de 2019 y que la empresa se dirigía hacia una supuesta quiebra empresarial, habían perdido el crédito de los proveedores, y que el gobierno de Nicolás Maduro usaban el dinero como una caja chica los altos funcionarios de Pequiven y Monómeros. En 2020, Monómeros SA. presentó ingresos por 32 000 000 000 (treinta y dos mil millones) de dólares.
Durante el mes de abril de 2021, la administración de Juan Guaidó firmó un contrato con la empresa panameña Lion Street por 15 años para mantener el manejo del 60 % de las operaciones de Monómeros Colombo-Venezolano SA. Contrato que luego cancelado tres meses después, a inicios de julio. Según el balance de la junta Ad hoc de Monómeros S.A. se reafirmó que la empresa tuvo una utilidad durante el año 2020 de más de US$9 350 000 de ganancia, que representó un incremento de 224 % con respecto al año 2019.
En julio de 2021, el diputado opositor José Luis Pírela declaró “Detrás de Monómeros está la mano de la mafia para quebrarla y rematarla porque esa es una empresa que produce químicos y fertilizantes muy atractivos. Tiene toda la posibilidad de utilizarse en función del clorhidrato para la producción de cocaína” que había solicitado se forme una comisión especial para investigar las irregularidades que había con el contrato a 15 años con empresa panameña Lion Street propiedad de algunos venezolanos de una supuesta dudosa solvencia y que no tiene ningún despliegue de importantes actividades en Panamá; pero que no obtenía respuesta." En abril de 2022 José Luis Pirela fue denunciado ante la justicia colombiana por "pánico financiero"

### Reporte de investigación 2021
El 7 de septiembre de 2021, el gobierno colombiano decidió tomar el control de Monómeros estando administrado por Juan Guaidó en pleno proceso de diálogo en México sería intervenido por la 
Superintendencia de Sociedades de Colombia «en el marco de sus atribuciones de inspección, vigilancia y control» previstas en la ley. El gobierno de Maduro rechazó la acción tomada por el gobierno colombiano y a la Superintendencia colombiana declarando de “haber asaltado de manera flagrante un activo del Estado venezolano”, y avisando que harán la denuncia en la mesa de diálogo en México. El 10 de septiembre Julio Borges propone que Monómeros sea administrado por un fideicomiso, pudiera ser administrado por el Banco Mundial o el BID mientras se restablezca un gobierno democrático.
El 13 de septiembre de 2021 renuncia la presidenta de Monómeros Carmen Elisa Hernández. Según el economista venezolano Francisco Rodríguez y Yon Goicochea expresan de manera tajante que la empresa se apegará al decreto 560 de 2020 y acogerse al plan de mecanismo de apoyo financiero a empresas en medio de la pandemia del COVID-19 dado en Colombia; lo que significaría según algunos medios, que Monómeros está en bancarrota. Sin embargo Goicochea aseguró que Monómeros no estaba en quiebra, que está en una situación delicada debido a la corta licencia otorgada por la OFAC en 2019 que siembra incertidumbre cada tres a seis meses a sus proveedores y financistas así como también haberse distanciado de Pdvsa y Pequiven como sus proveedores principales en materia prima a unos precios preferenciales. Agregó que es la Asamblea Nacional de Venezuela (IV Legislatura) quien postula, selecciona y discute el directivo técnico, conforme al estatuto que rige a Monómeros. Monómeros informó en noviembre de 2021 un crecimiento en sus finanzas por medio del Gerente general Guillermo Rodríguez Laprea, aseguro que el año 2021 será mejor sus resultados económicos que los de 2020, que el problema de septiembre, esta superado y no necesitará un proceso de restructuración y que la empresa iniciará acciones legales contra las personas y la empresa que quisieron hacer ver a Monómeros desestabilizada financieramente.
En 2021, Monómeros CV S.A. se encontraba bajo la tutela del gobierno interino, pero el gobierno digamos oficial tenía desatendido la administración desde 2017 cuando Pequiven, redujo su producción, a la par como se redujo la explotación y producción de petróleo en PDVSA, en 2019 pasó a la administración de Guaidó con el apoyo de Estados Unidos y de Colombia. Maduro en 2021 quiso recuperar la empresa que estaba protegida de las sanciones que aplicaba Estados Unidos al gobierno inconstitucional, cuando nació la idea de sabotear los informes económicos financieros, para perjudicar políticamente a Juan Guaidó.
Una comisión especial nombrada por la IV Legislatura de la Asamblea Nacional de Venezuela inició el 12 de octubre una investigación que finalizó el 25 de octubre de 2021, advirtiendo la existencia de "indicios para ser controlada por el grupo empresarial Nitron Group". “Ha habido una serie de acciones diseñadas y ejecutadas para conducir la compañía a una situación de inviabilidad financiera” es lo que expresa el informe preliminar de 52 páginas de la comisión, entre ellas se recomienda que la Asamblea Nacional inicie un proceso de responsabilidad política “a los ciudadanos vinculados con el partido Voluntad Popular, Carmen Elisa Hernández, y Jorge Pacheco, por los señalamientos con respecto de su participación en el intento de toma hostil de la empresa Monómeros, también recomienda un informe que sea realizado por una auditoría financiera externa, por parte de una empresa auditora internacional de renombre, y un acercamiento que permita fortalecer los lazos con la dirigencia sindical de la empresa a fin de mantenerlos al tanto de cada uno de los procesos para la preservación de la operatividad y patrimonio de Monómeros. Se dieron fuertes críticas al informe por parte del diputado de la Operación Alacrán José Luis Pirela, de la Fracción 16J como partido independiente, respecto al contrato por 15 años de Lion Street. Mientras Nicolás Maduro esta dispuesto a tomar Monómeros. La empresa Nitron Group venía aplicando la estrategia conocida en el mercado como “loan to own”, y no es otra cosa que "absorber la mayoría del pasivo externo para luego convertir esas deudas en acciones durante un proceso de insolvencia", según señala el informe de la comisión. La propuesta hecha en noviembre por Juan Guaidó recibió la negativa para reestructurar la gerencia general de la empresa presentada a la cámara de la Asamblea Nacional 2016-2021 por no ser necesarias, señalando directamente a Leopoldo López de interferir en Monómeros, así mismo se acordó iniciar procedimiento a Carmen Hernández y Jorge Pacheco e iniciar auditoría externa, profunda e imparcial.
Monómeros informó en noviembre un crecimiento en sus finanzas por medio del Gerente general Guillermo Rodríguez Laprea, aseguro que el año 2021 será mejor sus resultados económicos que los de 2020, que el problema de septiembre está superado y no necesitará un proceso de restructuración, y que la empresa iniciará acciones legales contra las personas y la empresa que quisieron hacer ver a Monómeros desestabilizada financieramente. La empresa está valorada en unos 600 millones de dólares y tiene una deuda atrasada a diferentes proveedores de 20 millones de dólares informó Guillermo Rodríguez. Sin embargo un reporte del mes de marzo de 2022 Monómeros detalló tener los mejores resultados en los últimos cinco años alcanzando una utilidad neta de 58 000 000 000 (cincuenta y ocho mil millones) de pesos y una utilidad bruta de 200 000 000 000 (doscientos mil millones) de pesos.
Desde el año 2020, La Ofac ha venido renovando la licencia de libre funcionamiento de Monómeros. El 28 de junio de 2022, la oficina de la OFAC prolongó hasta junio de 2023 la licencia de Monómeros Colombo Venezolanos S.A., que esta bajo la administración de Juan Guaidó, el Gerente General Rodríguez Laprea permitió ver que Monómeros esté funcionando bien, que en el año 2021 obtuvo ingresos de 58,000 millones de pesos colombianos. “La compañía logró récords históricos en sus principales resultados, abonando el terreno para emprender nuevos proyectos de innovación y reindustrialización en coherencia con su gran propósito, bajo un enfoque de sostenibilidad”, dijo la compañía filial de la venezolana Pequiven. Lo que les permitió registrar una utilidad bruta de $200 000 000 000 millones (doscientos mil millones, 29 % superior a 2020); $89 000 000 000 (ochenta y nueve mil millones) en utilidad operacional (106 % superior al año anterior) y $122 000 000 000 (ciento veintidós mil millones) en ebitda (64 % por encima de 2020).
El gerente Guillermo Rodríguez Laprea detalló lo sucedido en 2021 sobre la toma hostil del proveedor Nitron Group al intentar hacerse a la mayoría del pasivo y convertir las deudas en acciones durante un posible proceso de insolvencia.

### Regreso de Monómeros a Pequiven (2022)
En mayo de 2022, la empresa Monómeros Colombo Venezolanos demandó al diputado de la Operación Alacrán José Luis Pirela, miembro de la fracción 16 de julio, ante la fiscalía de Colombia. La empresa anunció que en abril, inició acciones penales contra Pirela por el delito de «pánico económico» «para que sea la justicia colombiana quien se encargue de imponer las sanciones a que hubiera lugar y proteger así la integridad de la empresa». «El señor Pirela acude a infamias y calumnias causando un enorme perjuicio al buen nombre de Monómeros, con el ánimo de generar pánico económico y desacreditarla ante los diferentes grupos de interés, situación que se ha venido enfrentando con comunicación, resiliencia y sobresalientes resultados, aún en medio de una campaña de desinformación de intento de toma hostil»
Con la llegada a la presidencia de Colombia del presidente Gustavo Petro en agosto de 2022, su gobierno dio inicio a una nueva administración para la empresa y el restablecimiento de las relaciones entre Colombia y Venezuela, anunció que para agosto de 2022 la orden de que se dispusiera a través de la Superintendencia de Sociedades la entrega de Monómeros a su propietaria la empresa estatal venezolana, Petroquímica de Venezuela (Pequiven), a su vez desconociendo en su totalidad de la "presidencia interina" de Juan Guaidó y su "gobierno interino". Siendo la fecha del 20 de septiembre del mismo año la confirmación de que el gobierno de Nicolás Maduro recupera la administración de Monómeros, designando a Ninoska La Concha como nueva gerente general de esta, que era administrada desde el año 2019 por representantes del líder opositor venezolano Juan Guaidó.

### El bajo rendimiento en 2023
Durante la administración de Juan Guaidó, la compañía registró ingresos por 1 billón de pesos en 2022, mientras que en 2023 los ingresos bajaron a 835 000 000 000 (ochocientos treinta y cinco mil millones) de pesos durante la administración de Nicolás Maduro. A partir de septiembre de 2022, Gustavo Petro le regresó a Maduro el control de Monómeros, pero le pidió nombrar a dos personas en la junta directiva para mantener algún grado de control e influencia. Sus delegados fueron Rodrigo Ramírez y José Cristóbal Padilla.
El 23 de marzo de 2023, el embajador de Colombia en Venezuela, Armando Benedetti, informó que la petrolera colombiana Ecopetrol adquiriría la empresa Monómeros, por unos 300 millones de dólares, en la que Venezuela mantiene mayoría accionaria. También dijo que se contemplaba una adquisición por un porcentaje inferior de 51 % o 52 %. Sin embargo, el 24 de marzo, la información fue desmentida por Ecopetrol. El 29 de marzo de 2023 la Asamblea Nacional 2015 rechazó el anuncio del embajador de Colombia en Venezuela, Armando Benedetti, sobre una eventual compra Monómeros Colombo Venezolanos S.A., durante una sesión en línea. La Fiscalía de Colombia encargada de investigar el Escándalo por lavado de dinero de Nicolás Petro en marzo de 2023 determinó el interés de Nicolás Petro, hijo mayor de Petro, de comprar Monómeros con dinero ilegal del narcotráfico, descubierto a través de más de 1600 páginas de chats entregados por parte su exesposa.
El 10 de julio de 2023, la Oficina para el Control de Activos (OFAC) del Departamento del Tesoro de Estados Unidos renovó hasta 2024 la licencia que permite la operación sin sanciones a la empresa petroquímica, hasta el 30 de junio de 2024.

### Posible privatización en 2024
La empresa estuvo cuestionada este año a principios de agosto, después del fraudulento escrutinio de las elecciones presidenciales de julio en Venezuela, por los supuestos giros de capital al gobierno de Nicolás Maduro, que Monómeros le transfirió 30 millones de dólares a la Petroquímica de Venezuela (Pequiven), que "está sancionada por la OFAC del Departamento del Tesoro de Estados Unidos, por lo que está prohibido que pueda recibir este tipo de ingresos". Según los propios estados contables de Monómeros, fue una empresa con sede en Hong Kong, llamada International Petrochemicals Corporation ltd (IPCL), esta empresa es filial de Pequiven, ahí aparecen dos cuantiosos pagos en 2022 y 2023, el primero por más de 59.000 millones de pesos y el segundo por 77.283 millones de pesos, para un total de 136.000 millones de pesos (unos 30 millones de dólares), el representante legal de IPCL es Luis Enrique Molina Duque, quien a su vez aparece en la Cámara de Comercio de Monómeros en Barranquilla como presidente de la junta directiva de Monómeros. Molina Duque es vicepresidente de PDVSA, aunque por el momento se desconoce su paradero luego de las investigaciones al exministro Pedro Tellechea.
Con la llegada de Alex Saab al Ministerio para la Industria y Producción Nacional, el 18 de octubre de 2024, resurge la propuesta de vender Monómeros durante 2023, a lo que el presidente colombiano Gustavo Petro ha presentado su protesta directamente a Nicolás Maduro a través de una carta. El director de Monómeros en representación del gobierno colombiano, Rodrigo Ramírez, anunció su renuncia al cargo, quien aseguró que sin su conocimiento se habrían adelantado negociaciones internas para la puesta en venta de la empresa. Monómeros coloca en el mercado colombiano úrea barata y con ello se detiene el alza de alimentos dijo Petro. Maduro ha buscado vender la compañía antes de enero de 2025, cuando se posesiona Donald Trump, al poner en riesgo con una supuesta sanción contra Monómeros a causa de la triangulación hecha con Pequiven y la empresa filial de Hong Kong IPCL y pueda perder esos activos, las negociaciones ya están suficientemente avanzadas y había un primer acuerdo de compraventa por más de 300 millones de dólares.
El presidente Gustavo Petro envió una carta a Nicolás Maduro, en la cual expresó su preocupación por la posible venta de la compañía productora de fertilizantes, Monómeros Colombo Venezolanos. El gobierno venezolano extrañamente está vendiendo una empresa del Estado sin una licitación y por un precio de 300 millones de dólares, muy por debajo de lo que estimó en 2022 el gerente general Guillermo Rodríguez Laprea de 600 millones de dólares. Nicolás Petro, hijo del presidente Gustavo Petro, habría utilizado su situación de diputado para acceder a los dos puestos de representación de Colombia en agosto de 2022 en Monómeros, ante la negación de la negación de una pregunta durante una entrevista a José Cristóbal Padilla representante: “No sé qué estaría pensando. Con Nicolás Petro no tengo ninguna especie de relación que tenga que ver con Monómeros, mi responsabilidad es directamente con el presidente, yo me entiendo directamente, siempre ha sido así, con Gustavo Petro”. Nicolás Petro en un principio tuvo interés en Monómeros según consta en documentos filtrados por la contraloría de Colombia.
El expresidente interino Juan Guaidó pidió a Gustavo Petro impedir la venta de Monómeros y expreso “El presidente Petro no puede quedarse en una carta o demostrar rechazo, lo invitó a que no permita que Alex Saab, robe a la luz pública”, y añadió que esto también es una responsabilidad para Colombia.
El 18 de noviembre, el gobierno de Colombia somete a "control" a la petroquímica venezolana Monómeros Colombo Venezolanos por intermedio de la Superintendencia de Sociedades de Colombia, dado el proceso de venta de las acciones de la compañía, con lo que limitará los derechos de propiedad de los titulares de las acciones de la compañía, como medida preventiva de acompañamiento y supervisión, ante posibles riesgos que afectan el interés general de la industria. El Superintendente de Sociedades, Billy Escobar Pérez declaró, «nuestra misión es contribuir al crecimiento y preservación de las empresas, cuya consecución redunda en favor de los grupos de interés, mediante acciones preventivas, de acompañamiento y supervisión y en el caso particular de Monómeros, por su relevancia para el agro, la soberanía alimentaria y los campesinos colombianos» La Superintendencia de Sociedades anunció que sometió al máximo grado de supervisión al fabricante de fertilizantes Monómeros para preservar la empresa como unidad productiva y fuente generadora de empleo, ante la situación financiera que presenta, sin que signifique una toma de posesión ni habilita al organismo para coadministrar la empresa. Esta acción por parte de Colombia ha congelado la venta de la empresa.

### 2025 Nitrofert Asset empresa colombiana
El nuevo presidente designado en enero de 2025 de Pequiven, Román Maniglia, estudiará si se opta por la venta de Monómeros, por un valor de alrededor de 350 millones de dólares, que se encuentra en situación de quiebra inducida en el año 2024 por los giros de dinero enviados a Pequiven entre 2022-2023 y las posibles sanciones internacionales al gobierno de Maduro.
El 12 de marzo de 2025, Colombia rechazó la solicitud de la venta de Monómeros Colombo Venezolanos, la Superintendencia de Sociedades de Colombia no aceptó la solicitud de venta a la empresa de fertilizantes Nitrofert Asset Management S.A.S., una sociedad colombiana constituida el 18 de octubre de 2024 (coincidencia con el nombramiento de Alex Saab como ministro), que aún no tiene su capital pagado, el cual no consta en su certificado de existencia y representación legal administrada por Jorge Luis Pacheco Hernández (venezolano exasesor de Monómeros en 2019 relacionado con Alex Saab) y Andrés Eduardo Piñero Veitía. El Sindicato de trabajadores de Monómeros hizo un llamado de reflexión al presidente de Pequiven, al ministro de Industrias, Alex Saab y al presidente de Venezuela, Nicolás Maduro, para que reconsideren la venta de los activos de la empresa.Golpe al bolsillo de Maduro

#### La historia de Nitroferf
En octubre de 2021, la gigante Nitron Group LLC fundado en 1982 y con sede en Greenwich, un comerciante líder mundial de fertilizantes químicos y agrícolas que incluyen urea, nitrato y sulfato de amonio, fosfatos y potasa, uno de los principales proveedores de "Monómeros Colombo Venezolanos" quería convertir deudas de la empresa en acciones durante un proceso de insolvencia dada la crisis financiera por la que pasaba Monómero de acuerdo a lo que contempla la legislación colombiana bajo la Ley 1116 de 2006. A raíz de esas intenciones surge Nitroferf conformado con exdirectivos de Monómeros, unos treinta empleados de la alta gerencia de Monómeros y el apoyo de Nitron Group vienen a conformar la nueva compañía de fertilizantes que busca quitarle el mercado agroindustrial a Monómeros, entre ellos Andrés Eduardo Piñero Veitía y Jorge Luis Pacheco Hernández, quienes desde mediados de septiembre de 2021 son el presidente y vicepresidente de operaciones, respectivamente de la recién creada Nitrofert, entre otros también se pasaron Víctor Tomar, César Guzmán, Aylín Herrera, William Otero y Federico Acosta, algunos exgerentes de Monómeros.

### Estado colombiano interesado en la compra de Monómeros
El 23 de julio el ministro de minas y energía de Colombia Edwin Palma Egea firmó un acuerdo de confiabilidad que permita el intercambio de información financiera de la empresa Monómeros Colombo Venezolanos, que permita la viabilidad para gestionar la compra de la empresa venezolana por parte Colombia a través de Ecopetrol. Venezuela pasa momentos críticos de liquidez luego del retiro de empresas petroleras por las sanciones internacionales y la inestabilid democrática del gobierno de Maduro.

## Directorio
- Presidente del directorio Ad Hoc 21 de marzo de 2019-24 de febrero de 2020 Ing. Petroquímico Jon Mirena Bilbao Baroja[71]
- Presidente del directorio Ad Hoc 1 de abril de 2020-13 de septiembre de 2021 Carmen Elisa Hernández
- Gerente general: Guillermo Rodríguez Laprea (26 de enero de 2021- 22 de septiembre de 2022)[72]
- Gerente general: Ninoska La Concha (23 de septiembre de 2022-29 de agosto de 2023)[73]
- Gerente general: Iván Sánchez (19 de noviembre de 2024-presente) [74]

## Productos
Monómeros Colombo Venezolanos produce y comercializa los siguientes productos: fertilizantes complejos granulados, alimentos para animales una fuente concentrada de fósforo, calcio y sodio azufre, además productos industriales: soda cáustica, ácido fosfórico, amoniaco, ciclohexanona, caprolactama, metil etil cetoxima (Meko) Sulfato de sodio.

## Ventas
Según los informes presentados de sus estados financieros por Monómeros en marzo de 2022, las ventas fueron mejorando a partir de 2019 en MMCOP (miles de millones de pesos colombianos), así como las ganancias netas.
| Año  | Ventas (M.M. COP) | Ganancia bruta (COP) | Ganancias netas (COP) |
| ---- | ----------------- | -------------------- | --------------------- |
| 2018 |                   | 76 392               | −66 696               |
| 2019 | 858 941           | 97 353               | −25 793               |
| 2020 | 1 036 476         | 154 065              | 32 097                |
| 2021 | 1 250 171         | 199 511              | 58 237                |

## Operaciones
Monómeros Colombo Venezolanos cuenta con una planta sobre un terreno de 52 ha (hectáreas) cerca del río Magdalena; tiene una capacidad de producir al año 1,3 millones de toneladas de sustancias orgánicas e inorgánicas para la siembra a gran escala y entre ellas produce 30 000 toneladas métricas anuales de caprolactama, materia prima para la fabricación de nailon, utilizado para las industrias de confección, redes, autopartes y plásticos industriales.
Las filiales de Monómeros son Vanylon (Barranquilla), Ecofértil (Buenaventura), Monómeros International (Islas Vírgenes) y Compass Rose Shipping (Bahamas). La empresa petroquímica está compuesta por dos complejos:
- Complejo Petroquímico Libertador Simón Bolívar, ubicado en Barranquilla, Colombia.
- Complejo Petroquímico Antonio Nariño, ubicado en la ciudad de Buenaventura, Colombia.